# Ривьер-дю-Сюд
Ривьер-дю-Сюд (фр. Rivières du Sud, «южные реки») — бывшая французская колония в Западной Африке на территории, примерно соответствующей прибрежным районам современного государства Гвинея.

## Предыстория
Ещё в XVIII веке португальские, британские и французские торговцы основывали торговые посты на землях, которые французы называли «Ривьер дю Сюд». Португальские посты в Рио-Ронго и Рио-Нунез в основном служили для работорговли, и потому были оставлены в 1820-х годах, когда под британским давлением работорговля прекратилась. Освободившиеся места заняли англичане и французы. К 1840-м годам французский адмирал Луи Эдуард Буэ-Вильоме заключил (обычно под угрозой применения силы) ряд договоров с прибрежными сообществами этого региона, обеспечив базирующимся в Марселе торговым домам эксклюзивный доступ к торговле пальмовым маслом. Используемое для изготовления мыла пальмовое масло закупалось у торговцев из народа диола, которые скупали его в глубине континента и доставляли к побережью.
Французский губернатор Сенегала Луи Федерб в 1850-х годах упорядочил колониальную структуру, и в 1854 году порты Гвинеи были выведены из-под юрисдикции Сен-Луи и переданы под управление военно-морского ведомства, образовав «Горе и зависимые территории» (фр. Gorée and Dependencies; до этого они подчинялись морскому командованию в Габоне, называясь «Французские поселения Золотого берега и Габона» — фр. Établissements français de la Côte-de-l'Or et du Gabon). Благодаря усилиям Федерба к 1859 году французская колониальная администрация контролировала уже всю береговую линию вплоть до границы с Британским Сьерра-Леоне.
В 1865 году был построен форт Боке в регионе Рио-Нунез; вскоре после этого Байоль стал «протекторатом». Район Рио-Ронго, номинально принадлежащий Германии, был обменян на французские «права» на Порто-Сегуро и Пети-Попо на побережье Того. Великобритания формально признала французский контроль над регионом, и в 1882 году все эти владения были административно объединены в колонию Ривьер-дю-Сюд.

## Колония
Состоявшаяся в 1884 году Берлинская конференция привела к приостановке французских колониальных захватов — страна сосредоточилась на консолидации уже имевшихся владений. Свою роль сыграли и Тонкинская экспедиция, и неудачная политика кабинета Ферри. В течение следующего десятилетия «Ривьер дю Сюд» оставалась лишь формальной единицей. В это время французы владели лишь побережьем, и им так и не удавалось продвинуться в Фута-Джалон.
В конце 1880-х генерал-губернатор Жозеф Галлиени, потерпев неудачу в действиях в Верхнем Сенегале и бассейне Нигера, вновь обратил внимание на Ривьер дю Сюд. В 1889—1894 годах вся эта территория была разделена на независимые колонии Дагомея, Кот-д’Ивуар и собственно Ривьер дю Сюд, для управления каждой из которых был назначен лейтенант-губернатор (Ривьер дю Сюд управлялась из Дакара с 1891 года). В 1894 году колония Ривьер дю Сюд была переименована в колонию «Французская Гвинея».